# Triasic
| Perioada Triasic Acum 252.2–201.3 milioane de ani PreЄ Є O S D C P T J K Pg N |                                           |
| Conținut mediu de O2 atmosferic pe durata perioadei                           | c. 16 vol % (80 % din nivelul modern)     |
| Conținut mediu de CO2 atmosferic pe durata perioadei                          | c. 1750 ppm (6 ori nivelul preindustrial) |
| Temperatura medie a suprafeței pe durata perioadei                            | c. 17 °C (3 °C deasupra nivelului modern) |

Triasicul este o perioadă geologică care a durat aproximativ 50 de milioane de ani, între acum 250 de milioane de ani și 200 de miloane de ani în urmă (252,17 ± 0,06 - 201,3 ± 0,2 milioane de ani în urmă). Este prima perioadă a Erei Mezozoice și se află între perioadele Permian și Jurasic. Atât începutul cât și sfârșitul perioadei sunt marcate de evenimente majore de extincție în masă. Triasicul a fost denumit în 1834 de geologul german Friedrich von Alberti, după cele trei straturi distincte de roci care se găsesc în întreaga Germanie și nord-vestul Europei — gresie roșie, calcar marin și marne.
Triasicul a început cu revenirea în urma Extincției Permian-Triasic, cea mai mare extincție din istoria Terrei, care a lăsat biosfera Pământului sărăcită; a fost nevoie până la mijlocul perioadei ca viața să-și recupereze fosta diversitate.

## Geografia și clima
Începe dezmembrarea supercontinentului Pangeea prin formarea unui prim rift în zona Mării Caraibilor, marcând și începutul
individualizării Atlanticului Central. Se formează bazinul Tethysului occidental (Mesogea) care separă Gondwana de Laurasia. În Triasicul târziu începe și deschiderea Oceanului Indian prin desprinderea blocului indiano-australo-antarctic de supracontinentul Gondwana.
Triasicul a fost una dintre cele mai calde faze ale istoriei Pământului. Clima a fost, în general, caldă și uscată, astfel încât depozitele tipice sunt gresiile roșii și evaporitele. Nu există dovezi de glaciațiuni; de fapt, regiunile polare erau umede și temperate, un climat favorabil pentru păduri și vertebrate, inclusiv pentru reptile. Dimensiunea supercontinentului Pangeea a limitat efectul de moderare al oceanului global; clima continentală a avut un puternic caracter sezonier, cu veri foarte calde și ierni reci. Puternicul contrast dintre supercontinentul Pangeea și oceanul global a declanșat musoni ecuatoriali intenși.

## Viața

### Flora
Plantele vasculare care au supraviețuit au inclus lycophytes, dominantele cycadophytes, ginkgoales (reprezentată în timpurile moderne de Ginkgo biloba), ferigi, tuiuri și glossopteride. Spermatofitele sau plantele cu semințe au ajuns să domine flora terestră: în emisfera nordică s-au dezvoltat coniferele, ferigile și bennettitalele. Glossopteris (o ferigă cu semințe) a dominat emisfera sudică în timpul Triasicului timpuriu.
Din prima parte a Triasicului lipsesc zăcămintele de cărbune, ceea ce arată a durat vreme îndelungată până ce plantele, în special copacii, au recucerit uscatul.

### Fauna terestră
Primii dinozauri apar în Triasicul târziu, aproape concomitent cu primele mamifere, la acestea adăugându-se și: reptile zburătoare (pterozaurii), crocodili, țestoase, broaște.
- Temnospondyli: unul dintre cele mai mari grupuri de amfibieni timpurii, temnospondyli au originea în timpul Carboniferului. După abundența atât în medii terestre cât și acvatice, speciile terestre au fost în mare parte înlocuit de reptile. Supravietuitorii din Triasic au fost viețuitoarele acvatice sau semi-acvatice și au fost reprezentate de Tupilakosaurus, Thabanchuia, Branchiosauridae și Micropholis; toate acestea au murit în Triasicul timpuriu și de succes au fost stereospondyli. Cel mai mare dintre acestea, Mastodonsaurus, putea atinge 4-8 metri lungime.[4][5]
- Rhynchosauri, erbivore care au prosperat doar o perioadă scurtă de timp, dispărând acum aproximativ 220 milioane de ani. Ei au fost extrem de comuni în Triasic. Au tuns plantele cu ciocurile lor și mai multe rânduri de dinți aflați pe cerul gurii.
- Phytosaur: archosauri care au prosperat în timpul Triasicului târziu. Acești prădători seamănă cu crocodilii și, probabil, au avut un stil de viață asemănător, hrănindu-se cu pești și reptile mici din jurul apelor. Totuși, această asemănare este doar superficială și este un prim caz de evoluție convergentă.
- Aetosaur: archosaur puternic blindat care era comun în ultimele 30 de milioane de ani ale Triasicului târziu, însă a murit odată cu extincția Triasic-Jurasic.

## Subdiviziuni
Triasicul se divide în: Triasicul timpuriu, Triasicul mijlociu și Triasicul târziu.
| Triasicul târziu   |                            |
| • Rhaetian         | (~208,5 – 201,3 ± 0,2 Ma)  |
| • Norian           | (~227 – ~208,5 Ma)         |
| • Carnian          | (~237 – ~227 Ma)           |
|                    |                            |
| Triasicul mijlociu |                            |
| • Ladinian         | (~242 – ~237 Ma)           |
| • Anisian          | (247,2 – ~242 Ma)          |
|                    |                            |
| Triasicul timpuriu |                            |
| • Olenekian        | (251,2 – 247,2 Ma)         |
| • Induan           | (252,17 ± 0,06 – 251,2 Ma) |